# Deutsches Budapest
Der Begriff Deutsches Budapest geht aus den von Adolf Hitler initiierten Neugestaltungsplänen für die österreichische Stadt Linz hervor, die er am 13. März 1938 als „Patenstadt des Führers“ bezeichnete. Er wollte die „Führerstadt Linz“ zur schönsten Stadt an der Donau, zu einem „deutschen Budapest“ machen und fügte hinzu, es sei ja eine „unverzeihliche Parodie, wenn die Nachfahren Attilas und seiner Hunnen die schönste Stadt am Nibelungenstrom besäßen“.